# Tetraethylammoniumiodid
Tetraethylammoniumiodid ist eine chemische Verbindung aus der Gruppe der quartären Ammoniumsalze und Iodide.

## Geschichte
Die Verbindung wurde erstmals 1851 durch den deutschen Chemiker August Wilhelm von Hofmann aus Ethyliodid und Triethylamin in Form weißer Kristalle erhalten. Es war die erste berichtete Darstellung einer Tetraalkylammoniumverbindung.

## Gewinnung und Darstellung
Tetraethylammoniumiodid kann durch Reaktion von Triethylamin mit Ethyliodid in Nitrobenzol bei 70 °C gewonnen werden.

## Eigenschaften
Tetraethylammoniumiodid ist ein gelblicher Feststoff, der löslich in Wasser ist. Er besitzt eine Kristallstruktur in Form einer verzerrten Wurtzit-Struktur.

## Verwendung
Tetraethylammoniumiodid wird als Quelle für Tetraethylammonium-Ionen in pharmakologischen und physiologischen Studien verwendet, wird aber auch in der organisch-chemischen Synthese eingesetzt. Es wird auch als Leitsalz bei polarographischen Bestimmungen verwendet.